# Augusta Dorotea de Brunswick

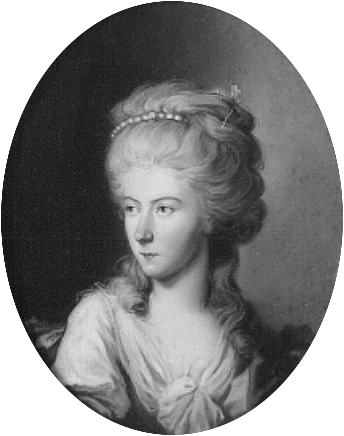
Augusta en 1780, por Johann Heinrich Schroder

Augusta Dorotea de Brunswick-Wolfenbüttel (2 de octubre de 1749 Wolfenbuttel- 10 de marzo de 1810 ) fue princesa de la Casa de Welf, abadesa de la abadía de Gandersheim desde 1778 hasta 1810. Fue la última princesa soberana de Gandersheim.

## Vida
Augusta Dorothea era la hija de Carlos I, duque de Brunswick-Wolfenbüttel, y la princesa Filipina Carlota de Prusia. Se convirtió en abadesa en la abadía de Quedlinburg en 1776. Dos años más tarde, sucedió a su tía Teresa de Brunswick-Wolfenbüttel como princesa abadesa de Gandersheim. Sin embargo, continuó pasando su vida en la corte de Brunswick. En la década de 1770, su cuñada, la princesa Augusta de Gran Bretaña, condenó a Augusta, así como a su hermana Isabel Cristina de Brunswick-Wolfenbüttel, princesa heredera de Prusia, que había sido encarcelada por adulterio, por su vida amorosa. Eduviges Isabel Carlota de Holstein-Gottorp la describió en el momento de su visita a Brunswick en 1799 como "llena de ingenio y energía y muy divertida". En 1802, Gandersheim fue anexada por Brunswick durante la secularización de los estados clericales en Alemania, pero mantuvo su título. Cuando Brunswick fue ocupado por Francia en 1806, Augusta huyó. Napoleón I, sin embargo, le permitió conservar el título y el derecho a residir en Gandersheim. Cuando murió, el puesto no se volvió a ocupar y Gandersheim pasó a formar parte del Reino de Westfalia.